# Robert Cahen

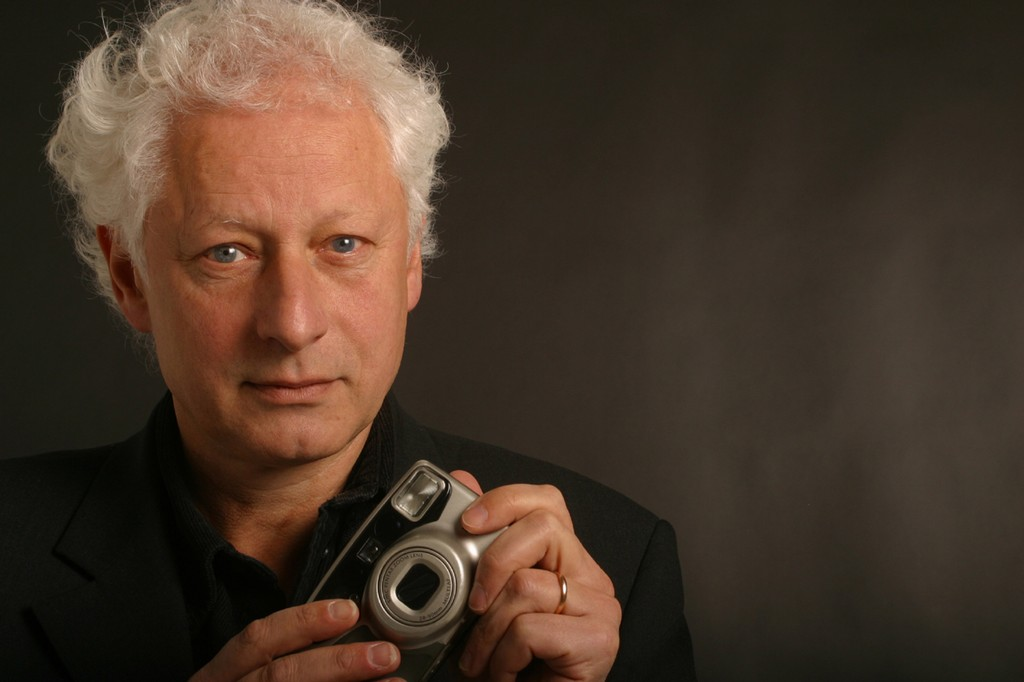
Robert Cahen, Selbstporträt

Robert Cahen (* 1945 in Valence, Département Drôme) ist ein französischer Videokünstler.

## Leben und Werk
Robert Cahen wurde 1945 im Südosten Frankreichs geboren. Er schloss ein Studium der Komposition am Pariser Konservatorium bei Pierre Schaeffer und Michel Chion ab.

„Schaeffer taught me to edit sounds, to listen to a sound in itself, to know how to grasp what’s in a sound independently of its original concept….that helped me to realise that you can look at an image without looking at what it originally signifies.“

Cahen war von 1971 bis 1974 Mitglied der Groupe de recherches musicales des ORTF. Von 1973 bis 1976 leitete er die Abteilung für experimentelles Video des ORTF/INA.
Cahen gilt als einer der Pioniere der Videokunst. In seinen frühen Videoarbeiten entwickelte Cahen die grundlegenden Prinzipien seines Werks: einen Erzählansatz, der sich karg an Wörtern auf die Montage von Bildern und Musik stützt, ein Interesse für den Übergang vom unbewegten zum bewegten Bild sowie die Nutzung der Zeitlupe in einer medial geprägten und visuell beschleunigten Gegenwart, um das Ungesehene wahrnehmbar zu machen. Cahens Werke befassen sich mit der Wahrnehmung der Zeit, der Fragilität des Gedächtnisses sowie der Sterblichkeit des Menschen. Er erzählt nicht-lineare, mehrdeutige Geschichten.

## Ausstellungen (Auswahl)
- 1987 documenta 8, Kassel
- 1999 Composing with Images Museo Reina Sofía, Madrid[7]
- 2008 Sculpting Time Kunsthaus Baselland[8]
- 2011 Robert Cahen. Das Unsichtbare erzählen Zentrum für Kunst und Medientechnologie[9]
- 2015 Robert Cahen. Video-Installationen Musée du Temps de Besançon[10]

## Auszeichnungen
- 1995 Internationaler Videokunstpreis des ZKM